# فلورا مک‌دونالد (سیاستمدار)
فلورا مک‌دونالد (انگلیسی: Flora MacDonald؛ ۳ ژوئن ۱۹۲۶ – ۲۶ ژوئیهٔ ۲۰۱۵) یک سیاست‌مدار، و دیپلمات اهل کانادا بود. او اولین زن کانادایی بود که وزیر امور خارجه کانادا شد. او همچنین یکی از اولین زنانی بود که برای رهبری یک حزب سیاسی کانادا (محافظه کاران پیشرو) به رقابت پرداخت. وی از متحدان نزدیک نخست وزیر جو کلارک و عضو کابینه وی در سال‌های ۱۹۷۹–۱۹۸۰ بود. مک‌دونالد همچنین در کابینه برایان مالرونی از سال ۱۹۸۴ تا ۱۹۸۸ عضویت داشت.